# Jens Otto Krag
Pour les articles homonymes, voir Krag (homonymie).
Jens Otto Krag né le 15 septembre 1914 à Randers (Danemark) et mort le 22 juin 1978 à Skiveren (Danemark), est un homme politique danois. Membre du Parti social-démocrate qu'il dirige entre 1962 et 1972, est Premier ministre à deux reprises, de 1962 à 1968 et de 1971 à 1972.

## Biographie
Il sort diplômé de l'université de Copenhague en 1940 et commence une carrière politique au sein du Parti social-démocrate danois. Il officie pendant la guerre au ministère de l'Approvisionnement puis en 1945 dirige le conseil économique du mouvement ouvrier. Il est élu député en 1947 puis est nommé ministre du Commerce et de l'Industrie dans le gouvernement d'Hans Hedtoft. En 1950, il est nommé conseiller économique à l'ambassade du Danemark à Washington. En 1952, il est nommé ministre du Travail et de l'Économie dans le deuxième cabinet d'Hans Hedtoft. En 1957, il est nommé au poste de ministre du Commerce extérieur puis l'année suivante au poste de ministre des Affaires étrangères, où il défend l'admission du Danemark dans la CEE. À la suite de la démission de Viggo Kampmann pour raisons de santé, Jens Krag est nommé Premier ministre le 3 septembre 1962. En 1966, il est récompensé du Prix international Charlemagne d'Aix-la-Chapelle. En février 1968, la crise du blocage des salaires fait tomber le gouvernement. Il est de nouveau Premier ministre en octobre 1971. Ayant obtenu l'admission du Danemark dans la CEE  il se retire de la vie politique le 3 octobre 1972.

## Source
- Harris Lentz, Heads of states and governments since 1945, éd. Routledge 2013 p. 223